# Kostfiber

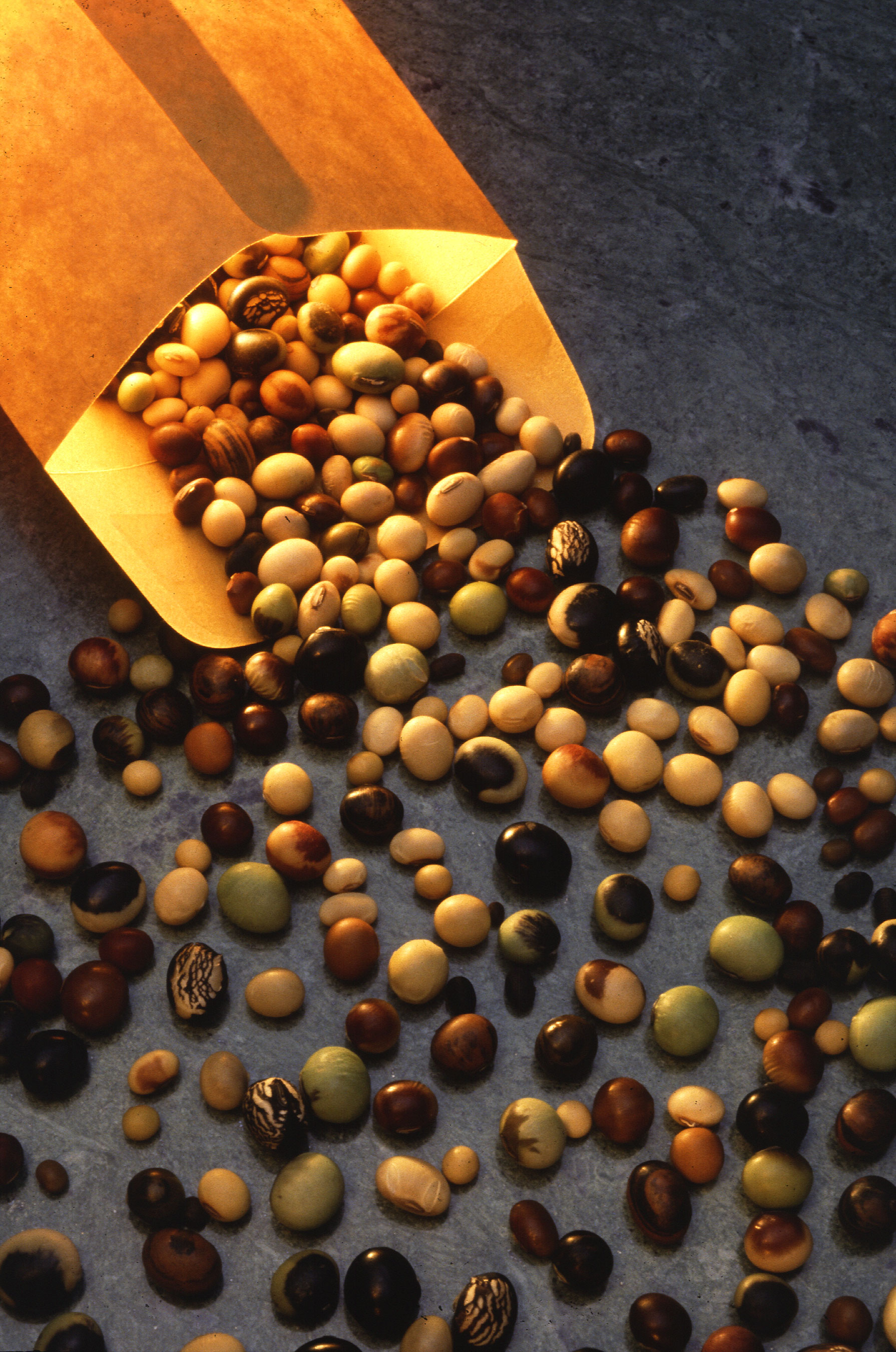
Baljväxter innehåller en stor andel kostfibrer.

Kostfibrer, numera benämnt fibrer, är kolhydrater (med undantag för lignin som är kostfiber men ej kolhydrat) som inte kan brytas ned av tarmens enzymer (det vill säga spjälkas). Det kan inte heller tas upp av tunntarmen, och därför når det tjocktarmen utan att avge någon energi. I näringsdeklarationer på livsmedel räknas inte fibrer som kolhydrater utan anges separat. Motsvarigheten i djurfoder kallas växttråd.

## Definition
Kostfibrer har definierats på något olika sätt i olika länder vid olika tidpunkter. Numera är definitionen i EU gemensam, men definitioner utanför EU stämmer inte nödvändigtvis överens med den. 
Enligt svenska Livsmedelsverkets definitioner , som följer ett EU-direktiv, kallas kostfiber numera för fiber i näringsdeklarationer, och definieras som:
Kolhydratpolymerer med minst tre monomerenheter som varken spjälkas eller upptas i människans tunntarm och som hör till någon av följande kategorier:
- Ätliga kolhydratpolymerer som naturligt förekommer i konsumtionsfärdiga livsmedel.
- Ätliga kolhydratpolymerer som framställts av livsmedelsråvaror genom fysikaliska, enzymatiska eller kemiska metoder och som har en gynnsam fysiologisk effekt som påvisats genom allmänt vedertagen vetenskaplig dokumentation.
- Ätliga syntetiska kolhydratpolymerer som har en gynnsam fysiologisk effekt som påvisats genom allmänt vedertagen vetenskaplig dokumentation.

Ett exempel på fibrer som täcks av den andra punkten ovan är så kallade vita fibrer som kan förekomma i exempelvis pasta och framställs syntetiskt från majsstärkelse. De har liknande gynnsamma effekter på mage och tarm som helt naturliga fibrer har, men däremot innehåller de inte vitaminer och mineraler som fullkornsprodukter normalt innehåller.

## Effekter och förekomst
Fibrer ger mättnadskänsla och underlättar tarmverksamheten genom att binda vätska vilket minskar risken för förstoppning och divertiklar (utbuktningar i tarmväggen). Kostfibrer är bra för peristaltiken. Kostfiber finns bland annat i vetekli, vetegroddar, linfrö, psylliumfrö, ärtväxter, korn, frukt och havre.
Gelbildande fibrer påverkar blodsockerhalten och därmed insulinnivåerna på ett positivt sätt och kan troligen minska risken för tjocktarmscancer. Gelbildande fibrer finns i frukt, bär, grönsaker, havre, råg, linser, bönor och ärtor.
Enligt de svenska näringsrekommendationerna bör en vuxen människas intag av kostfibrer ligga mellan 25 och 35 gram per dag eller 3 gram kostfiber för varje megajoule (MJ) energi (1 MJ = 239 kcal). Enligt Nordiska Näringsrekommendationer (NNR) är övre gränsen för kostfiberintag 50 gram per dag; ett högre intag kan hämma tarmens absorption genom att binda näring och energi som följer med avföring.

## Näringsvärde
Kostfiber kan inte spjälkas av enzymerna i människans matsmältningsapparat eller tas upp av tunntarmen. Men en del fibrer kan fermenteras av mikroorganismer i tunntarm eller tjocktarm. Vid fermentationen bildas kortkedjiga fettsyror som därefter tas upp i tjocktarmen och används som energi av tarmcellerna eller ute i resten av kroppen. Därför räknar man idag med att kostfibrer har ett energiinnehåll som är cirka hälften av andra kolhydraters: 2 kcal/g eller 8 kJ/g.